# Veronica Maggios diskografi
Veronica Maggios diskografi består av fem studioalbum, sjutton singlar – varav två som gästartist – och en EP. Maggio blev upptäckt när hennes framtida manager hörde en av hennes låtar på en kompis dator. Kort därefter började hon arbeta med producenten Stefan Gräslund och de skickade en demo till Universal Music Sverige, vilket resulterade i ett skivkontrakt. I mars 2006 släppte Maggio sin debutsingel "Dumpa mig" som var en radiohit redan innan den släpptes och nådde plats 14 på Sverigetopplistan. Hennes debutalbum Vatten och bröd släpptes senare i september 2006 och genererade ytterligare två singlar – "Nöjd?" och "Havanna mamma". Den förstnämnda nådde plats sex på singellistan.
I mars 2008 släppte Maggio sitt andra studioalbum, Och vinnaren är..., som nådde plats 7 på svenska albumlistan och låg kvar i 77 veckor. Albumet certifierades platina i både Norge och Sverige och såldes i över 70 000 exemplar i Norden. "Måndagsbarn" blev Maggios första singel att gå in på internationella listor; den nådde plats åtta i Danmark och förstaplatsen i Norge och certifierades guld i Danmark. Från albumet släpptes också "Stopp" och "17 år" och den sistnämnda sålde guld i Sverige. 2010 var Maggio med på Petters singel "Längesen" som nådde plats 20 på svenska singellistan och certifierades platina av Grammofonleverantörernas förening (GLF).
I april 2011 släppte Maggio sitt tredje studioalbum, Satan i gatan. Albumet gick in på förstaplatsen på svenska albumlistan och samtliga elva spår gick in på singellistan (via nedladdningar). Under sin första vecka motsvarade Satan i gatan 30% av all albumförsäljning i Sverige. Albumet genererade tre separata singelutgåvor – "Jag kommer", "Välkommen in" och "Mitt hjärta blöder" – som nådde topp fem på svenska singellistan. Albumet certifierades trippel platina av GLF och "Jag kommer" certifierades sju gånger platina. Maggios fjärde studioalbum Handen i fickan fast jag bryr mig släpptes i oktober 2013 och innehåller singeln "Sergels torg" och Håkan Hellström-duetten "Hela huset".
Maggios femte studioalbum, Den första är alltid gratis, släpptes den 6 maj 2016.
I juni 2019 släpptes EP:n Fiender är tråkigt. Den innehåller fem låtar och motsvarar den första delen av Maggios kommande album, där resten publiceras senare under 2019. På Sverigetopplistan nådde den som bäst en femte plats.

## Studioalbum
| År   | Titel                             | Listplaceringar | Listplaceringar | Listplaceringar | Listplaceringar | Information              |
| År   | Titel                             | SWE             | DEN             | FIN             | NOR             | Information              |
| ---- | --------------------------------- | --------------- | --------------- | --------------- | --------------- | ------------------------ |
| 2006 | Vatten och bröd                   | 14 (13 veckor)  | —               | —               | —               | Släppt: 6 september 2006 |
| 2008 | Och vinnaren är...                | 7 (77 veckor)   | —               | —               | 7 (24 veckor)   | Släppt: 26 mars 2008     |
| 2011 | Satan i gatan                     | 1 (53 veckor)   | 24 (5 veckor)   | 33 (1 vecka)    | 2 (32 veckor)   | Släppt: 27 april 2011    |
| 2013 | Handen i fickan fast jag bryr mig | 1 (225 veckor)  | —               | 32 (1 vecka)    | 2 (16 veckor)   | Släppt: 4 oktober 2013   |
| 2016 | Den första är alltid gratis       | 1 (68 veckor)   | —               | 33 (2 veckor)   | 6 (3 veckor)    | Släppt: 6 maj 2016       |

## Singlar
| År   | Titel Album                                                             | Listplaceringar | Listplaceringar | Listplaceringar | Information                                                 |
| År   | Titel Album                                                             | SWE             | DEN             | NOR             | Information                                                 |
| ---- | ----------------------------------------------------------------------- | --------------- | --------------- | --------------- | ----------------------------------------------------------- |
| 2006 | "Dumpa mig" Vatten och bröd                                             | 14 (13 veckor)  | –               | –               | Släppt: 20 mars 2006                                        |
| 2006 | "Nöjd?" Vatten och bröd                                                 | 6 (13 veckor)   | –               | –               | Släppt: 5 juli 2006                                         |
| 2006 | "Havanna mamma" Vatten och bröd                                         | –               | –               | –               | Släppt: 6 september 2006                                    |
| 2007 | "Inga problem (Remix)" Är                                               | –               | –               | –               | Släppt: 13 juni 2007 (Snook med Veronica Maggio och Petter) |
| 2008 | "Måndagsbarn" Och vinnaren är...                                        | 23 (28 veckor)  | 8 (20 veckor)   | 1 (13 veckor)   | Släppt: 25 februari 2008                                    |
| 2008 | "Stopp" Och vinnaren är...                                              | 30 (5 veckor)   | –               | –               | Släppt: 1 juni 2008                                         |
| 2009 | "17 år" Och vinnaren är...                                              | 19 (6 veckor)   | –               | –               | Släppt: 2009                                                |
| 2010 | "Längesen" En räddare i nöden                                           | 20 (23 veckor)  | –               | –               | Släppt: 28 juni 2010 (Petter med Veronica Maggio)           |
| 2011 | "Jag kommer" Satan i gatan                                              | 1 (52 veckor)   | –               | 12 (10 veckor)  | Släppt: 11 februari 2011                                    |
| 2011 | "Välkommen in" Satan i gatan                                            | 2 (38 veckor)   | –               | –               | Släppt: 6 juni 2011                                         |
| 2012 | "Mitt hjärta blöder" Satan i gatan                                      | 5 (31 veckor)   | –               | –               | Släppt: 25 januari 2012                                     |
| 2013 | "Sergels torg" Handen i fickan fast jag bryr mig                        | 6 (24 veckor)   | –               | –               | Släppt: 20 augusti 2013                                     |
| 2014 | "Hela huset" Handen i fickan fast jag bryr mig                          | 8 (43 veckor)   | –               | –               | Släppt: 13 januari 2014 (med Håkan Hellström)               |
| 2014 | "Låtsas som det regnar (Jarly Remix)" Handen i fickan fast jag bryr mig | 14 (5 veckor)   | –               | –               | Släppt: 3 september 2014                                    |
| 2016 | "Den första är alltid gratis" Den första är alltid gratis               | 16 (10 veckor)  | –               | –               | Släppt: 17 mars 2016                                        |
| 2016 | "Ayahuasca" Den första är alltid gratis                                 | 35 (4 veckor)   | –               | –               | Släppt: 28 april 2016                                       |
| 2016 | "Vi mot världen" Den första är alltid gratis                            | 19 (19 veckor)  | –               | –               | Släppt: 2 maj 2016                                          |
| 2018 | "20 Questions (From Bergman's Reliquary)"                               | 29 (8 veckor)   | –               | –               | Släppt: 26 januari 2018                                     |
| 2021 | "Nu stannar vi på marken"                                               |                 | –               | –               | Släppt: 18 juni 2021                                        |
| 2025 | "Inte bra i grupp"                                                      | 17 (1 vecka)    | –               | –               | Släppt: 25 april 2025                                       |
| 2025 | "Level up"                                                              | 16 (1 vecka)    | –               | –               | Släppt: 13 juni 2025                                        |

## Övriga låtar
| År   | Titel                             | Listplaceringar | Album                             |
| År   | Titel                             | SWE             | Album                             |
| ---- | --------------------------------- | --------------- | --------------------------------- |
| 2011 | "Alla mina låtar"                 | 24 (8 veckor)   | Satan i gatan                     |
| 2011 | "Finns det en så finns det flera" | 27 (8 veckor)   | Satan i gatan                     |
| 2011 | "Inga kläder"                     | 12 (19 veckor)  | Satan i gatan                     |
| 2011 | "Lördagen den femtonde mars"      | 30 (7 veckor)   | Satan i gatan                     |
| 2011 | "Satan i gatan"                   | 2 (42 veckor)   | Satan i gatan                     |
| 2011 | "Sju sorger"                      | 18 (18 veckor)  | Satan i gatan                     |
| 2011 | "Snälla bli min"                  | 6 (30 veckor)   | Satan i gatan                     |
| 2011 | "Vi kommer alltid ha Paris"       | 18 (8 veckor)   | Satan i gatan                     |
| 2013 | "Bas gillar hörn"                 | 33 (4 veckor)   | Handen i fickan fast jag bryr mig |
| 2013 | "Dallas"                          | 32 (4 veckor)   | Handen i fickan fast jag bryr mig |
| 2013 | "Hädanefter"                      | 12 (8 veckor)   | Handen i fickan fast jag bryr mig |
| 2013 | "I min bil"                       | 25 (3 veckor)   | Handen i fickan fast jag bryr mig |
| 2013 | "Jag lovar"                       | 16 (5 veckor)   | Handen i fickan fast jag bryr mig |
| 2013 | "Mörkt"                           | 19 (4 veckor)   | Handen i fickan fast jag bryr mig |
| 2013 | "Trädgården en fredag"            | 21 (5 veckor)   | Handen i fickan fast jag bryr mig |
| 2013 | "Va kvar"                         | 15 (5 veckor)   | Handen i fickan fast jag bryr mig |
| 2016 | "Dom sa!"                         | 71 (2 veckor)   | Den första är alltid gratis       |
| 2016 | "Femton"                          | 74 (1 vecka)    | Den första är alltid gratis       |
| 2016 | "Gjord av sten"                   | 75 (1 vecka)    | Den första är alltid gratis       |
| 2016 | "Play Och Sen Repeat"             | 79 (1 vecka)    | Den första är alltid gratis       |
| 2016 | "Svart Sommar"                    | 78 (1 vecka)    | Den första är alltid gratis       |